# بيد خواه 2
بيد خواه 2 (بالفارسية: (بید خواه(2) هي قرية أفغانية في مقاطعة خواهان التابعة لولاية بدخشان الواقعة في شمال شرق أفغانستان.